# لانقطية
اللانقطية (بالإنجليزية: Astigmatism)‏، هي حالةٌ بصريةٌ تكون فيها الأشعة الضوئية (الضوء) الساقطة على العين تتركز في بؤرتين مختلفتين بدلا من ان تتجمع في بؤرة واحدة داخل العين. حيث تتجمع الأشعة الضوئية الرأسية في بؤرة، وتتجمع الأشعة الأفقية في بؤرة أخرى داخل العين.
وينتج عن هذه الحالة رؤية مشوشة للأشياء، اجهاد للعين، ووجود هالات حول الاضواء ليلا.
يأتي مصطلح اللانقطية «الاستجماتيزم» من الكلمة اليونانية astigma والتي تعني «بلا علامة» أو «بلا مركز».
تختلف حدة اللابؤرية (الاستجماتيزم) من شخص لاخر حسب درجة تركيز الضوء داخل العين بشكل سليم، ويتم تحديد درجة تصحيح البصر من خلال الطبيب المختص في كشف النظر لعمل النظارة الطبية، حيث يقاس بوحدة «الديوبتر» ويكتب تحت خانة ".cyl" في الكشف.
وللتوضيح: إذا استخدم النظام البصري اللابؤري في تكوين صورة للحرف T، فإن الخط الأفقي يكون حادا في بؤرة، والخط الرأسي تكون صورته حادة في بؤرة أخرى على محور العدسة (أو نظام عدسات).
يوصف عيب بصري معين بأنه «استجماتيزم» حيث تكوّن العين صورة غير واضحة للأشياء القريبة أو البعيدة.
هذا العيب يمكن للطبيب معالجته عن طريق وصف نظارة لمن يعاني من ذلك، بواسطة عدسة ذات عدسة اسطوانية تقوم بتعديل الصورة، أو من خلال استخدام الجراحة في بعض الحالات الشديدة.

## أسباب اللابؤرية
في اغلب الحالات تكون اللابؤرية حالة وراثية يولد بها الإنسان، أو تحدث بصورة طبيعية مع النمو.
في حالات أخرى قد تكون الحالة ناتجة عن اصابة خارجية في العين أو نتيجة لبعض الامراض أو بعد عمل جراحة في العين.

## أشكال اللابؤرية

اللانقطية (الاستجماتيزم)

هناك نوعان مختلفان من اللابؤرية: النوع الأول هو انحراف من الترتيب الثالث، يحدث للأجسام (أو أجزاء من الأجسام) التي تبعد عن المحور البصري. يحدث هذا الشكل من أشكال الانحراف حتى عندما يكون النظام البصري متناظر تماما، ويشار لذلك غالبا باعتباره «انحرافا أحاديا»، لأنه يحدث حتى بالنسبة للضوء ذو الطول الموجي الواحد. هذا الاصطلاح قد يكون مضللا بعض الشيء، إذ أن مقدار الانحراف يمكن أن يختلف بشدة مع الطول الموجي في المنظومة الضوئية.
النموذج الثاني من اللابؤرية يحدث عندما لا يكون النظام البصري متماثلا حول المحور البصري. قد يكون ذلك بسبب التصميم (كما في حالة وجود عدسات اسطوانية)، أو بسبب خطأ في تصنيع سطوح المكونات، أو اختلال مكوناتها. قد يكون هذا التصميم من قبل (كما في حالة وجود عدسة الاسطوانية)، أو بسبب خطأ في التصنيع السطوح المكونات أو اختلال اصطفافها؛ في هذه الحالة، يلاحظ اللايؤرية حتى من أشعة قادمة من ناحية أجسام تقع على المحور البصري. هذا النوع من الاستجماتيزم يشكل أمرا في غاية الأهمية لطب العيون، حيث أن العين البشرية غالبا ما يصيبها هذا الانحراف نتيجة عيوب في شكل القرنية أو العدسة.

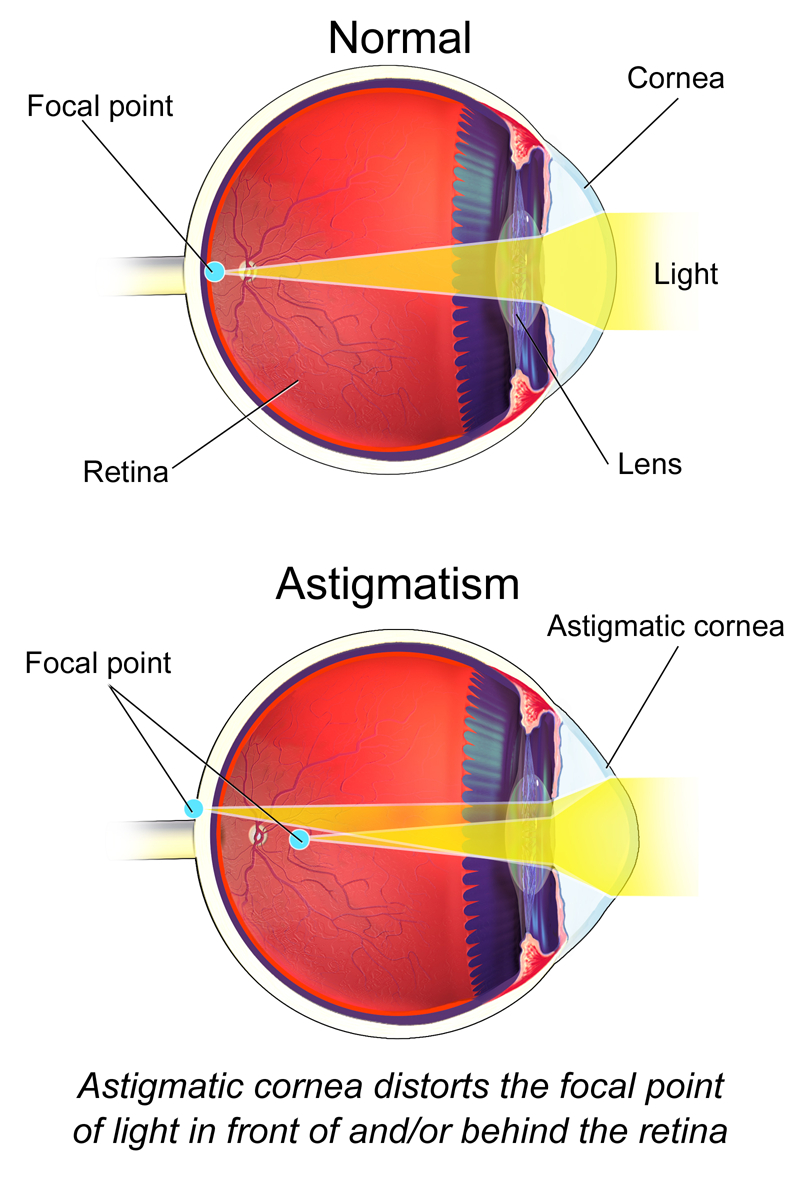
لابؤرية نظرية (لا بصرية)

### اللابؤرية من الدرجة الثالثة
في تحليل هذا الشكل من أشكال اللابؤرية، فإنه من الشائع النظر للأشعة الصادرة من نقطة معينة من الجسم، حيث تنتشر في مستويين خاصين بعينهما.
المستوى الأول هو المستوى العرضي؛ هذا المستوى يحتوي النقطة المذكورة في الفقرة السابقة ويحتوي محور التناظر. الأشعة التي تنتشر في هذا المستوى تسمى الأشعة العرضية. والمستويات التي تحتوي المحور البصري تسمى المستويات الزوالية، ولتبسيط المشاكل في النظم البصرية متناظرة الأشعة، فإنه من الشائع اختيار نقاط من الجسم بحيث تقع على المحور (ص) فقط (المحور الرأسي)-هذا المستوى يشار إليه أحيانا بالمتسوى الزوالي-.
المستوى الخاص الثاني هو المستوى السهمي. هذا يعرف بالمستوى المتعامد على المستوى العرضي، والذي يحتوي نقطة الجسم المأخوذة في الاعتبار ويتقاطع مع المحور البصري في مدخل بؤبؤ النظام البصري (العين مثلا). إن هذا المستوى يحتوي على الشعاع الرئيسي (الشعاع القائد)، لكنه لا يحتوي المحور البصري؛ لذلك فهو مستوى انحراف -وبعبارة أخرى فهو ليس مستوى زواليا-. وتدعى الأشعة التي تنتشر في هذا المستوى بالأشعة السهمية.
في اللابؤرية ذو الدرجة الثالثة، تشكل الأشعة السهمية والعرضية بؤر على مسافات مختلفة على طول المحور البصري. وتسمى هاتان البؤرتان بالبؤرة السهمية والبؤرة العرضية، على الترتيب.
في وجود الاستجماتيزم، لا يتم تكوين صورة حادة للنقطة التي لا تقع على المحور البصري. بدلا من ذلك، يتم تشكيل خطوط حادة على البؤرتان السهمية والعرضية. الصورة الموجودة عند البؤرة العرضية تكون عبارة عن خط قصير، موجه ناحية المستوى السهمي؛ صور الدوائر المتركزة على المحور البصري، أو الخطوط التي تلامس هذه الدوائر، ستكون حادة في هذا المستوى. الصورة عند البؤرة السهمية عبارة عن خط قصير، موجه ناحية اتجاه التماس؛ وتكون صور الدرجات المنبعثة من المركز حادة عند البؤرة. وبين هاتين البؤرتين، تتكون صورة قريبة ولكن ضبابية. وهذا ما يسمى البؤرة الوسطى أو دائرة التشوش الأدنى. إن هذا المستوى غالبا ما يمثل أفضل موقع لأفضل صورة ممكنة داخل نظام بصري يصاحبه اللابؤرية.
ويتناسب مقدار الانحراف الناتج عن اللابؤرية طرديا مع مربع الزاوية بين الأشعة القادم من الجسم والمحور البصري للنظام. يمكن مع أخذ الحذر، تصميم نظام بصري بدون لابؤرية أو على الأقل بالحد الأدنى من تأثيرها. هذه الأنظمة يطلق عليها «آناستيجمات» Anastimgats.

### اللابؤرية في النظم غير المتماثلة دورانيا

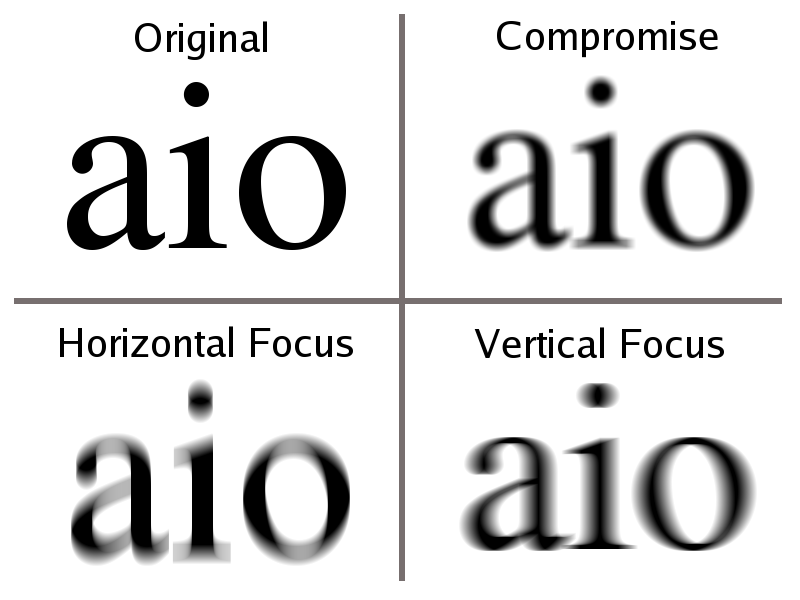
توضح الرؤية التى تراها العين المصابة بالابؤرية (استجماتيزم) من مسافات مختلفة.

إذا لم يكن النظام البصري متماثل حول محوره، بسبب خطأ في شكل الأسطح البصرية أو بسبب خطأ في صف مكونات النظام، يمكن أن يحدث اللابؤرية، حتى بالنسبة لنقاط الأجسام التي تقع على المحور البصري. هذا التأثيرا كثيرا ما يستخدم بشكل مقصود في تصميم النظم البصرية المعقدة، وخاصة أنواع معينة من أجهزة التلسكوب.
في تحليل هذه النظم، من الشائع أن ننظر إلى الأشعة العرضية (على النحو المحدد أعلاه)، وأن ننظر للأشعة داخل المستوى الزوالي (مستوى يحتوي المحور البصري) العمودي على المستوى المماسي. هذا المستوى يسمى إما المستوى السهمي الزوالي، ولأنه مسمى مربك، فإنه غالبا ما يدعى بالمستوى السهمي فقط.

#### اللابؤرية العينية
في طب العيون، تعرف المستويات الرأسية والأفقية بخطوط الزوال التماسية والسهمية على الترتيب. لابؤرية العيون هو عبارة عن خطأ انكسار في العين التي يوجد بها اختلاف في درجات الانكسار عند الخطواط الزوالية المختلفة. وعادة ما يتميز بقرنية غير مكتملة التكور، دورانها غير محدد، حيث ينحدر جانب القرنية وقوتها لكسر الأشعة ناحية واحد من خطوط الزوال، بأكثر مما هي عليه بالنسبة للمحور العمودي.
يسبب اللابؤرية صعوبات في رؤية التفاصيل الدقيقة. في بعض الحالات، تظهر الخطوط والأشياء العمودية (مثل الجدران) للمريض بشكل مائل، تماما كما برج بيزا المائل. غالبا ما يمكن تصحيح اللابؤرية عبر نظارات ذات عدسات تختلف أنصاف أقطار انحناءاتها في المستويات المختلفة (عدسات أسطوانية). ويمكن تصحيحه أيضا عبر العدسات اللاصقة أو الجراحة الانكسارية.
اللابؤرية أمر شائع جدا. وقد أظهرت الدراسات أن حوالي واحد من كل ثلاثة أشخاص يعاني من هذا الخلل. ويزيد انتشار اللابؤرية مع التقدم في السن. على الرغم من أن الشخص قد لا يلاحظ اللابؤرية معتدل، وارتفاع كميات من اللابؤرية قد يسبب ضبابية الرؤية، ااحول، إجهاد العين، التعب، أو الصداع.
هناك عدد من الاختبارات التي يستخدمها طبيب العيون ومتخصصو البصريات أثناء فحص العين لتحديد وجود اللابؤرية وتحديد كم اللابؤرية ومحوره. مخطط سنيلين أو مخططات العين الأخرى يمكن - بشكل مبدأي- أن تكشف انخفاض حدة البصر. يمكن استخدام «الكيراتوميتر» Keratometer لقياس درجة انحناء خطوط الزوال الأكثر انحدارا والأشد تسطحا على السطح الأمامي للقرنية. أيضا، يمكن استخدام جهاز طوبوغرافي خاص بالقرنية للحصول على تمثيل أكثر دقة لشكل القرنية.
قد يوفر الكاسر الذاتي أو تنظير الشبكية تقديرًا موضوعيًا لخطأ الانكسار في العين، ويمكن استخدام استخدام أسطوانات جاكسون المتقاطعة في محرك الإبصار لتحسين تلك القياسات. هناك تقنية بديلة يمكن استخدامها في تحديد محور وقوة اللابؤرية، وهي استخدام مخططات Clock Dial أو Sunburst مع محرك الإبصار.
يمكن تصحيح اللابؤرية باستخدام النظارات أو العدسات اللاصقة أو الجراحة الانكسارية. كثيرا ما تحدد الاعتبارات المختلفة التي تنطوي على صحة العين وحالة الانكسار وأسلوب الحياة ما إذا كان أحد الخيارات قد يكون أفضل من خيار آخر. ففي المرضى الذين يعانون من القرنية المخروطية، غالبًا ما تمكن العدسات اللاصقة الطورية المرضى من تحقيق حدة بصرية أفضل من النظارات. إذا كانت اللابؤرية ناتجة عن مشكلة مثل تشوه مقلة العين بسبب البردة فإن علاج السبب الأساسي سيحل اللابؤرية.

#### اللابؤرية بسبب العدسات والمرايات المنحرفة أو التالفة
يؤدي طحن وتلميع الأجزاء البصرية الدقيقة سواء عبر اليد أو بالمكينة إلى توليد ضغط كبير، يخلق ضغوطا احتكاكية جانبية أثناء حركات التلميع مما يؤدي إلى ثني وتشوه الأجزاء. وغالبا لا تكون هذه التشوهات متماثلة حول اتجاه الدوران، ولذلك فهي «لا نقطية» وتسبب اللابؤرية، وشيئا فشيئا تظهر على السطح بشكل مصقول دائما، إذا لم يتم تصحيح المشكلات المسببة للتشوهات. تشكل الأسطح المشوهة المصابة باللابؤرية مشكلات خطيرة تؤدي لتدهور أداء النظام البصري.
يتزايد تشوه السطح الناتج عن الطحن أو التلميع مع نسبة معينة خاصة بالجزء المشوه (نسبة القطر إلى السمك). بالنسبة للدرجة الأولى، تزداد قوة الزجاج بإطراد مع مكعب السماكة. تعمل العدسات السميكة بنسبة 4:1 إلى 6:1 على ثني أجزاء أقل بكثير من الأجزاء ذات نسبة عالية، مثل النوافذ الضوئية، والتي يمكن أن يكون لها نسب 15:1 أو أعلى. إن الجمع بين متطلبات دقة الخطأ على السطح أو واجهة الموجة ونسبة العرض إلى الارتفاع يدفعان درجة اتساق الدعم المطلوب، خاصةً أثناء الضغوط العالية لأسفل والقوى الجانبية أثناء التلميع. عادة ما ينطوي العمل البصري على درجة من العشوائية التي تساعد كثيرا في الحفاظ على درجة دوران الأسطح بشرط عدم ثني الجزء أثناء عملية الطحن/التلميع.

#### تعمد استخدام اللابؤرية في الأنظمة البصرية
تستخدم مشغلات الأقراص المضغوطة عدسات ذات لابؤرية من أجل تحديد البؤرة. عندما يكون أحد المحاور أقرب للبؤرة من الآخر، تبعث نقاطا مكونة على القرص المضغوط أشكالا بيضاوية. يشير اتجاه الشكل البيضاوي إلى المحور الأكثر قربا من البؤرة، وبالتالي إلى الاتجاه الصحيح الذي يجب أن تتحرك العدسة تجاهه. ويمكن فقط لتجهيز مربع مكون من أربع أجهزة استشعار ملاحظة الانحياز، واستخدامه لجلب عدسات القراءة نحو أفضل بؤرة، من دون أن تنخدع بالحفر المستطيلة أو الأشكال الأخرى التي قد تظهر على سطح القرص المدمج.
بعض التلسكوبات الضوئية فائقة الدقة تستخدم بشكل عامد أجهزة بصرية ذات لابؤرية. بإدخال عدسة أسطوانية في نظام التصوير لإنشاء لابؤرية، والذي يسمح بقياس المحور Z لمصدر ضوء محدود الانعراج.
تستخدم مستويات خط الليزر عدسة أسطوانية لنشر شعاع الليزر من نقطة إلى خط.

## وصلات خارجية
- مقالات عن الاستجماتيزم
- بول فان والري اللابؤرية وانحراف المجال